# Portrait de Francisco del Mazo
Le Portrait de Francisco del Mazo est un tableau de Francisco de Goya réalisé vers 1815-1820 et représentant Francisco del Mazo, un commerçant espagnol sans réelle relation avec l'auteur.

## Contexte de l'œuvre
Cette peinture fait partie d'une série de portraits de commerçants et de bourgeois amateurs d'art.
Francisco del Mazo, né près de Santander en 1772 était le cousin germain de Manuel García de la Prada (es), un ami de Leandro Fernández de Moratín et collectionneur de l'œuvre de Goya. Del Mazo était par ailleurs « agent de maison » de la duchesse d'Albe en 1793, ce qui a également pu constituer un moyen d'entrer en contact avec le cercle de connaissances de Goya pour l'homme d'affaires. Cependant, Francisco del Mazo était « Alguacil Mayor de la Inquisición de Logroño » (« Huissier principal du Tribunal ecclésiastique de Logroño »), une activité à l'opposé des idées libérales, proches des Lumières et contraire à toute activité du Saint Office de Goya. Son cousin, Manuel García de la Prada, qui avait été lié au gouvernement de Joseph Bonaparte, avait dû s'exiler au retour au pouvoir de Ferdinand VII, tandis que del Mazo conservait son poste.
Il est donc fort probable qu'il n'y ait eu entre Goya et del Mazo d'autre relation que celle de sujet/peintre ; Nigel Glendinning estime que cette œuvre n'est que le produit des besoins financiers de l'artiste, et qu'il n'y a eu aucun contact d'ordre personnel entre les deux hommes.

## Analyse
Francisco est peint à mi-corps, de semi-profil, sur une chaise face à un bureau et tenant à la main une lettre ouverte. Le bureau est occupé par un cahier de dessins et de gravures, laissant penser que le sujet étudie l'art ou est très amateur.
Del Mazo porte une veste noire avec des boutons blancs bien visibles. Ses mains ne le sont pas, par contre, ce qui indique que le sujet n'a pas souhaité payer pour les avoir apparentes.
Les traits du visage sont grossiers, le nez est large et aplati, les lèvres grosses, les cils fournis et les cheveux sont épais et prolongés sur de larges pattes sur les joues. Goya semble n'avoir pas cherché à favoriser la physionomie si particulière du sujet. Jean-Louis Augé, conservateur en chef des musées de Castres, estime lui que « la facture enlevée, la palette restreinte, l'usage des noirs aux modulations subtiles font de cette image une évocation des plus vivantes » et transmettent une « personnalité énergique et avisée ». Le sujet est par ailleurs mis en avant par un fond uni, pratiquement systématique, après 1815.
Le texte sur la lettre n'est pas clairement déchiffrable, bien que le mot en rouge semble être « Santander » ; cela peut avoir son importance, car comme le fait remarquer Glendinning, il n'y avait pas de rue portant ce nom à Madrid, ce qui pourrait indiquer que del Mazo était en train de déménager à l'époque où il a été peint — on sait que del Mazo a acheté une maison à Madrid en 1815 —, auquel cas on pourrait dater la peinture à cette année-là,. Un autre élément permettant de situer la peinture vers 1815-1820 est le col haut — dit « à l'anglaise » — de sa redingotte, qui était à la mode après le départ de Napoléon.

## Provenance
Le peintre Marcel Briguiboul a acheté cette œuvre, La Junte des Philippines et Autoportrait aux lunettes à Madrid en 1881. Son fils, Pierre Briguiboul, les a légués, de même que d'autres pièces de sa collection, au musée Goya de Castres en 1893-1894,.